# Sly Dunbar
Sly Dunbar, właśc. Lowell Fillmore Dunbar (ur. 10 maja 1952 w Kingston) – jamajski perkusista i producent muzyczny, w duecie z Robbiem Shakespeare’em stworzył najsłynniejszą sekcję rytmiczną w historii muzyki reggae, Sly & Robbie; współzałożyciel wytwórni Taxi Records.

## Życiorys
Urodził się i dorastał w stolicy Jamajki, w zachodniej dzielnicy Olympic Gardens. Karierę rozpoczął w wieku 15 lat, dołączając do lokalnego zespołu The Yardbrooms. Choć jego pierwszym muzycznym idolem został perkusista legendarnych The Skatalites Lloyd Knibb, był również wielkim fanem kalifornijskiej formacji funkowo-soulowej Sly and the Family Stone (od jej założyciela i frontmana Sylvestra „Sly Stone” Stewarta zapożyczył swój sceniczny pseudonim). Wkrótce zdecydował się porzucić szkołę i nawiązał współpracę z Dave’em Barkerem i Anselem Collinsem, znanymi jako duet Dave & Ansel Collins, wspierając ich swoją grą na debiutanckim singlu pt. Double Barrel; utwór ten na przełomie marca i kwietnia 1971 roku znalazł się na szczycie UK Singles Chart. Niedługo potem, po rozpadzie duetu i wyjeździe Barkera do Wielkiej Brytanii, wraz z Collinsem dołączył do założonego przez Lloyda Parksa zespołu Skin, Flesh & Bones.
W roku 1972 poznał basistę Robbiego Shakespeare’a, wówczas członka grupy The Hippy Boys oraz muzyka sesyjnego nagrywającego dla znanego producenta Bunny’ego „Strikera” Lee (kiedy któregoś razu Lee wspomniał Shakespearowi, iż poszukuje kogoś na pozycję perkusisty do swojego studyjnego bandu The Aggrovators, ten polecił mu właśnie Dunbara). Wkrótce obaj instrumentaliści nawiązali bliską współpracę, dając w ten sposób początek najsłynniejszej sekcji rytmicznej w historii muzyki reggae, znanej jako Sly & Robbie. Z powodzeniem nagrywali i koncertowali do śmierci Robbiego, założyli również własny label – Taxi Records. W międzyczasie Dunbar wydał także kilka solowych płyt długogrających.

## Dyskografia solowa
- Simply Sly Man (1978, Virgin Records / Front Line Records)
- Sly Wicked And Slick (1979, Virgin Records / Front Line Records / Taxi Records)
- Sly-Go-Ville (1982, Mango Records / Island Records)
- Reggae Drumsplash (1997, DNA Records)